# Lega dipartimentale di San Martín de Porres
La lega dipartimentale di San Martín de Porres è una delle 25 leghe dipartimentali della Copa Perú, che costituiscono la quinta divisione del campionato peruviano di calcio. È organizzata dalla FPF, la federazione calcistica peruviana.

## Storia
La Lega dipartamentale di San Martín de Porres è stata fondata il 26 ottobre del 1972.

## Albo d'oro
| Anno | Campione                     | Città       |
| ---- | ---------------------------- | ----------- |
| 1966 | Alianza Atlético             | Sullana     |
| 1967 | Sp. Chorrillos               | Talara      |
| 1968 | Alianza Atlético             | Sullana     |
| 1969 | Atl. Torino                  | Talara      |
| 1970 | Unión Deportiva Talara       | Talara      |
| 1971 | Atl. Grau                    | Piura       |
| 1972 | Storm                        | Negritos    |
| 1973 | Sport Blondell               | Talara      |
| 1974 | Atl. Torino                  | Talara      |
| 1975 | Storm                        | Negritos    |
| 1976 | Atl. Torino                  | Talara      |
| 1977 | Sp. Bellavista               | Sullana     |
| 1978 | Univ. Nac. de Piura          | Piura       |
| 1979 | Sp. Bellavista               | Sullana     |
| 1980 | Atl. Grau                    | Piura       |
| 1981 | Atl. Grau                    | Piura       |
| 1982 | Sp. Liberal                  | Piura       |
| 1983 | Alianza Atlético             | Sullana     |
| 1984 | Atl. Grau                    | Piura       |
| 1985 | Univ. Nac. de Piura (U.N.P.) | Piura       |
| 1986 | Alianza Atlético             | Sullana     |
| 1987 | Atl. Torino                  | Talara      |
| 1988 | Nueva Esperanza              | Piura Oeste |
| 1989 | Sp. Túpac Amaru              | Sullana     |
| 1990 | José Olaya                   | Talara      |
| 1991 | Defensor Buenos Aires        | Sullana     |
| 1992 | San Miguel                   | La Arena    |
| 1993 | Atl. Grau de Mallaritos      | Marcavelica |
| 1994 | Atl. Torino                  | Talara      |

| Anno | Campione                     | Città        |
| ---- | ---------------------------- | ------------ |
| 1995 | Sp. Túpac Amaru              | Sullana      |
| 1996 | IMI                          | Talara       |
| 1997 | Atl. Grau                    | Piura        |
| 1998 | IMI                          | Talara       |
| 1999 | Univ. Nac. de Piura (U.N.P.) | Piura        |
| 2000 | Atl. Grau                    | Piura        |
| 2001 | Atl. Grau                    | Piura        |
| 2002 | Atl. Grau                    | Piura        |
| 2003 | Atl. Grau                    | Piura        |
| 2004 | Acad. Municipal              | Talara       |
| 2005 | UDT Aviación                 | Talara       |
| 2006 | Olimpia FC                   | La Unión     |
| 2007 | Cosmos                       | Talara       |
| 2008 | Atl. Torino                  | Talara       |
| 2009 | Atl. Grau                    | Piura        |
| 2010 | Atl. Grau                    | Piura        |
| 2011 | José Olaya                   | Sechura      |
| 2012 | José Olaya                   | Paita        |
| 2013 | Defensor La Bocana           | Sechura      |
| 2014 | Defensor La Bocana           | Sechura      |
| 2015 | Defensor La Bocana           | Sechura      |
| 2016 | Atl. Grau                    | Piura        |
| 2017 | Atl. Grau                    | Piura        |
| 2018 | Atl. Torino                  | Talara       |
| 2019 | Sp. Chorrillos               | Querecotillo |
| 2022 | Atl. Torino                  | Talara       |
| 2023 | Olimpia FC                   | La Unión     |
| 2024 |                              |              |

### Titoli per club
| Squadra                               | Titoli |
| ------------------------------------- | ------ |
| Atl. Grau                             | 13     |
| Atl. Torino                           | 8      |
| Alianza Atlético (Sullana)            | 4      |
| Defensor La Bocana (Sechura)          | 3      |
| Univ. Nac. de Piura (U.N.P.)          | 3      |
| IMI (Talara)                          | 2      |
| Storm (Negritos)                      | 2      |
| Sp. Bellavista (Sullana)              | 2      |
| Sp. Túpac Amaru (Sullana)             | 2      |
| Olimpia FC (La Unión)                 | 2      |
| Sp. Chorrillos (Talara)               | 1      |
| Unión Deportiva Talara                | 1      |
| Sport Blondell (Talara)               | 1      |
| Sp. Liberal                           | 1      |
| Nueva Esperanza (Piura Oeste)         | 1      |
| José Olaya (Talara)                   | 1      |
| Defensor Buenos Aires (Sullana)       | 1      |
| San Miguel (La Arena)                 | 1      |
| Atl. Grau de Mallaritos (Marcavelica) | 1      |
| Acad. Municipal (Talara)              | 1      |
| UDT Aviación (Talara)                 | 1      |
| Cosmos (Talara)                       | 1      |
| José Olaya (Sechura)                  | 1      |
| José Olaya (Paita)                    | 1      |
| Sp. Chorrillos (Querecotillo)         | 1      |